# Kutlovo (Kuršumlija)
Pour les articles homonymes, voir Kutlovo.
Kutlovo (en serbe cyrillique : Кутлово) est un village de Serbie situé dans la municipalité de Kuršumlija, district de Toplica. Au recensement de 2011, il comptait 17 habitants.

## Démographie
| 1948 | 1953 | 1961 | 1971 | 1981 | 1991 | 2002 | 2011 |
| ---- | ---- | ---- | ---- | ---- | ---- | ---- | ---- |
| 256  | 276  | 247  | 147  | 81   | 37   | 37   | 17   |

|  |